# Amaranthus caudatus
Amaranthus caudatus (Jimboa) é uma espécie de planta com flor pertencente à família Amaranthaceae. 
A autoridade científica da espécie é L., tendo sido publicada em Species Plantarum 2: 990. 1753.
A base de dados Tropicos indica como nome aceite desta espécie Amaranthus hybridus var. paniculatus (L.) Uline & W.L. Bray.

## Etimologia
Amaranthus é o nome genérico que advém do grego amaranthos, que significa "flor que não murcha". caudatus é o epíteto em latim que significa "com cauda".

## Descrição
O caule central pode alcançar de 2 a 2,5 m de altura quando a planta atinge a maturidade, apesar de que algumas variedades serem mais pequenas. Os ramos de forma cilíndrica, podem começar tão abaixo como a base da planta dependendo da variedade desta. A raiz principal é curta e as secundárias dirigem-se para baixo dentro do solo. As flores brotam do caule principal, em alguns casos as inflorescências chegam a medir 90 cm.
A planta adapta-se facilmente a muitos ambientes distintos, têm um tipo eficiente de fotossíntese (C4), cresce rapidamente e não requer muita manutenção. Ocorre a altitudes entre los 1.400 e os 2.400 m.
Histórica
A seguir apresenta-se a descrição dada por António Xavier Pereira Coutinho na sua obra Flora de Portugal (Plantas Vasculares): Disposta em Chaves Dicotómicas (1.ª ed. Lisboa: Aillaud, 1913):
Espigas pendentes, cilíndricas, escarlates, a terminal muito comprida e flexuosa. Planta de caule glabro, estriado, verde ou vermelho, e folhas
verdes nu avermelhadas. Planta anual. Setembro-Outubro. Cult. e às vezes subespontâneo no Sul. (Originária da África tropical e da América).

## Distribuição e habitat

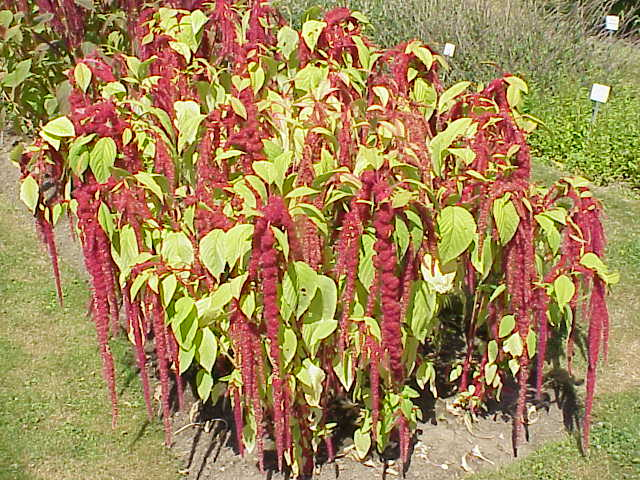
Imagem de Amaranthus caudatus (Jimboa)

Outros tipos de Amaranthus distribuem-se de maneira natural pelo Sul da Rússia (delta do Volga), Próximo Oriente (Azerbaijão, Irão), Sibéria oriental, China, Paquistão, Butão, Nepal, Índia, Sri Lanka, Japão, Coreia, Taiwan, Birmânia, Tailândia, Vietname, Indonésia, Malásia, Filipinas, Nova Guiné e Austrália; foi introduzida nos Estados Unidos e está naturalizada na parte Sul da Europa (Roménia) e nordeste de África (Egipto) desde tempos antigos, onde se cultiva pelas suas sementes comestíveis. Os rizomas também são comestíveis.
A kiwicha cresce nas regiões baixas e altas da Colômbia, Peru, Equador, Bolívia e Argentina. Perto de 1.200 variedades ainda se mantêm nos Andes.

## Portugal
Trata-se de uma espécie presente no território português, nomeadamente em Portugal Continental e no Arquipélago da Madeira.
Em termos de naturalidade é introduzida nas duas regiões atrás referidas.

## Proteção
Não se encontra protegida por legislação portuguesa ou da Comunidade Europeia.

## Sinonímia
- Amaranthus abyssinicus L.H.Bailey
- Amaranthus alopecurus Hochst. ex A.Br. & C.D.Bouché
- Amaranthus cararu Moq.
- Amaranthus caudatus var. albiflorus Moq.
- Amaranthus caudatus var. alopecurus Moq.
- Amaranthus caudatus subsp. mantegazzianus (Pass.) Hanelt
- Amaranthus caudatus var. maximus (Mill.) Moq.
- Amaranthus caudatus subsp. saueri
- Amaranthus edulis Speg.
- Amaranthus edulis var. spadiceus Hunz.
- Amaranthus mantegazzianus Pass.
- Amaranthus maximus Mill.
- Amaranthus pendulinus Moq.
- Amaranthus pendulus Moq.
- Euxolus arvensis Rojas Acosta[6]

## Citologia
O número cromossómico da fase esporofítica é 32 ou 64.